# 第42集団軍
第42集団軍（第42集团军）とは、中国人民解放軍陸軍の軍級部隊。乙類集団軍。広州軍区に所属する。台湾解放作戦時、南翼の主攻部隊となることを想定されている。

## 歴史
第42集団軍は、比較的歴史が浅い部隊であり、1948年に編成された東北野戦軍第5縦隊を前身とする。同部隊は、全野戦軍中、唯一の「第5」縦隊だった（当時、「第5」の序数は、第五列（スパイ）を示唆するものとして忌避されていた）。編成後、遼瀋、平津戦役に参加。遼瀋戦役中、280kmを強行軍して廖耀湘兵団の退路を遮断し、1万7千人の敵兵を撃滅し、第1軍軍長文小山中将を捕虜にした。全軍の南下時は、河南に留まり、残敵掃討に従事した。
1950年、チチハルに移動。朝鮮戦争勃発時、第13兵団に編入され、朝鮮半島に進入した。第1次戦役中、配下の第124師は、単独で黄草嶺地区においてアメリカ海兵隊第1海兵師団を阻止し、援護任務を遂行した。第2次戦役では、第38軍と共に浸透作戦を遂行したが、敵軍を捕捉することに失敗した（ちなみに、第38軍はこれに成功し、「万歳軍」の名誉称号を授与された）。第3次戦役中、第66軍と共に38度線を突破して、韓国陸軍第5師団、第7師団を撃滅し、中国人民志願軍総部から賞賛された。第3次戦役終結後、配下の第124師は、志願軍最良の3個師団の1つとして賞賛された（他の2個師団は、第38軍第113師と第39軍第116師）。1952年の帰国時、金日成首相自らが見送り、北京到達時には朱徳総司令自らが出迎えた。帰国後、華南に駐屯し、中華民国軍の大陸反攻に備えた。
1979年の中越戦争時、東部の主攻部隊となり、諒山を攻撃し、ベトナム軍最精鋭の第308歩兵師団の防衛線を突破した。
1980年代の軍縮時、広州軍区内に快速反応部隊である第15空降軍が配備され、第42集団軍は乙類とされた。しかしながら、1996年の台湾海峡危機後、中国共産党中央軍事委員会により再び重要視され、甲類に準じた重装備が配備されるようになった。現在、第15空降軍との協同による空挺訓練、南海艦隊との協同による上陸作戦演習に参加している。

## 編制
軍部（司令部）は、広東省恵州市にあるとされている。
- 第124機械化師団（広東省博羅長寧）
- 第163自動化歩兵師団（広東省潮州）
- 第1砲兵師団（韶関市曲江県城馬填鎮） - 導砲旅に改編？
- 第9装甲旅団（広東省花都）
- 防空旅団（広東省潮州）
- 第6陸軍航空連隊（広東省仏山三水）
- 電子対抗連隊（広東省広州花都）
- 通信連隊（広東省恵陽鎮隆鎮）
- 工兵連隊（広東省恵陽）
- 化学防護連隊（広東省深圳市平湖鎮）
- 教導大隊（広東省恵州）
- 司訓大隊（広東省東莞黄江鎮）
- 特種大隊（広東省広州天河）

## 歴代軍長
| 職名 | 氏名   | 階級 | 在任期間              | 出身校 | 前職             |
| ---- | ------ | ---- | --------------------- | ------ | ---------------- |
| 軍長 | 劉鎮武 | 少将 | 1992年7月 - 1994年4月 |        | 第42集団軍副軍長 |
| 軍長 | 劉粤軍 | 少将 |                       |        |                  |

| 職名     | 氏名   | 階級 | 在任期間 | 出身校 | 前職 |
| -------- | ------ | ---- | -------- | ------ | ---- |
| 政治委員 | 岳世鑫 | 少将 |          |        |      |